# 谢辉 (1969年)
谢辉（1969年12月7日—），男，汉族，湖南衡南人，中华人民共和国企业家，共创集团董事长，全国人民代表大会湖南地区代表。

## 生平
谢辉毕业于中南大学管理科学与工程专业。2008年起担任全国人大代表。2013年，担任全国人大代表。